# Phoebetria
Phoebetria Reichenbach, 1853 è un genere di uccelli della famiglia dei Diomedeidi..

## Tassonomia
Comprende le seguenti specie:
- Phoebetria fusca (Hilsenberg, 1822) – albatro fuligginoso
- Phoebetria palpebrata (J.R.Forster, 1785) – albatro mantochiaro